# Herrnmühle (Michelbach)

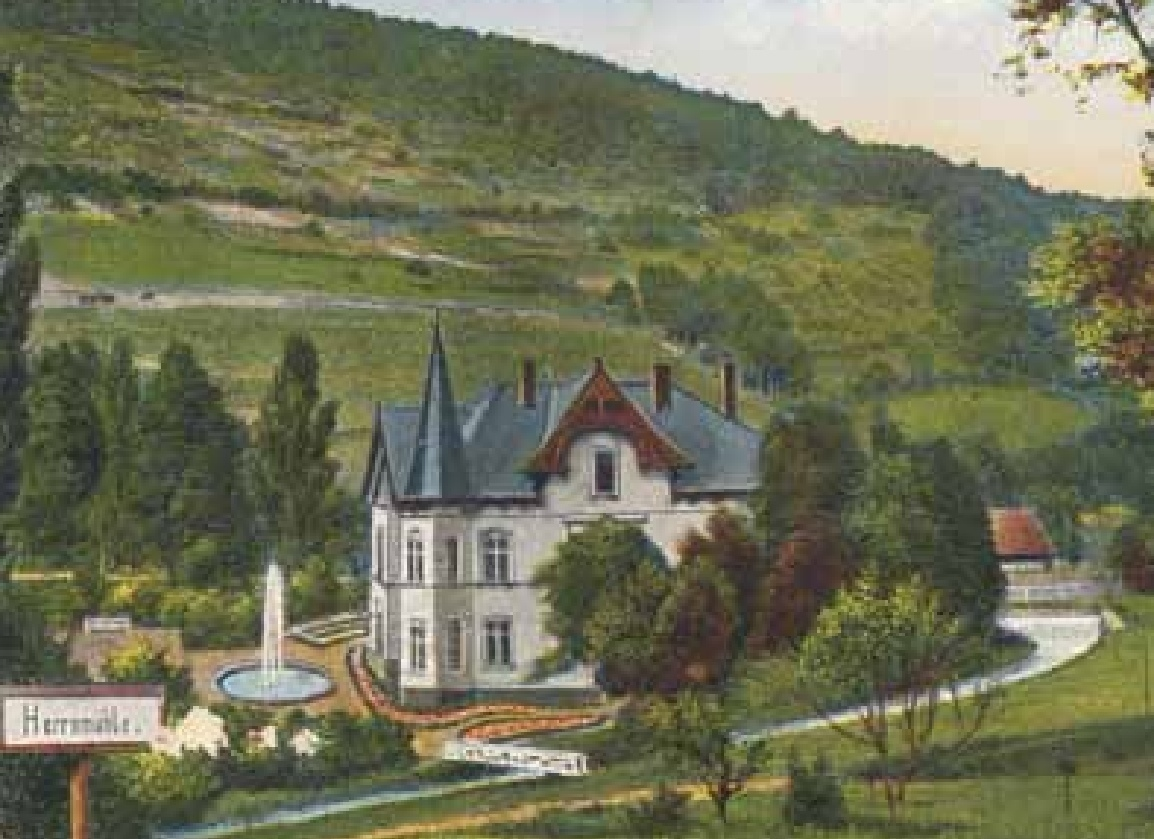
Der Luftkurort Herrnmühle Anfang des 20. Jahrhunderts. Im Hintergrund der Weinberg Apostelgarten.

Die Herrnmühle, auch Herrenmühle oder Neumühle genannt, war eine Wassermühle und später Luftkurort und Sommerfrische bei Alzenau im Landkreis Aschaffenburg in Bayern.

## Geographie
Die heutige Herrnmühle befindet sich im Kahlgrund zwischen Niedersteinbach und Michelbach am rechten Ufer der Kahl. Direkt an den Gebäuden führt die Staatsstraße 2305 durch das enge Tal, das dort die Höhenzüge von Hahnenkamm und Sölzert trennt. Auf der gegenüberliegenden Flussseite der Mühle verläuft der Kahltal-Spessart-Radweg. Dort gab es bis 2019 den Haltepunkt Herrnmühle an der Kahlgrundbahn. Südlich der Mühle befand sich früher ein etwa 20 m langes Streichwehr, das den Mühlbach von der Kahl zur Herrnmühle leitete.

## Geschichte

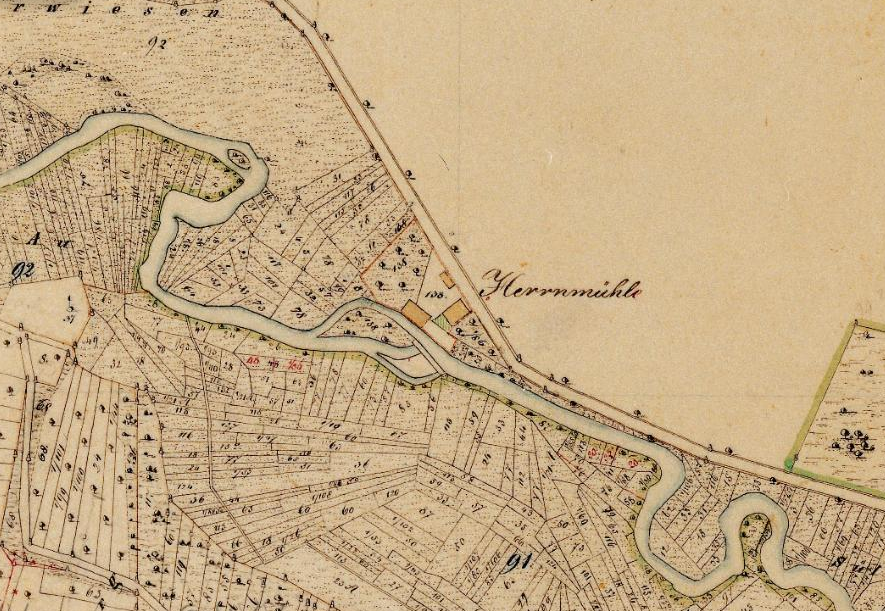
Die Herrnmühle (Bildmitte) in der Uraufnahme von 1846

Valentin Kihn, der Besitzer der großen Kihn-Mühle, kaufte 1848 alle weiteren Mühlen in Michelbach auf, darunter auch die Herrnmühle. 1856 wurde von Valentin Kihns Bruder Johann Georg Kihn die Eichpfahlsetzung im Mühlbach beim königlichen Landgericht Alzenau beantragt.
Im Jahr 1893 wurde der Mühlenbetrieb der Herrnmühle zu einer Gastwirtschaft und Pension umgebaut, die von Friedrich Sickenberg aus Wiesentheid betrieben wurde. Er setzte sich außerdem für den Weinbau in Michelbach ein und war 1902 Mitgründer der Winzergenossenschaft. Die Herrnmühle war zu dieser Zeit ein beliebtes Ausflugsziel mit hohen Besucherzahlen. 1907 wurde eine eigene Haltestelle an der in der Nähe verlaufenden Kahlgrundbahn eingerichtet. Anfang des 20. Jahrhunderts entstand in der Herrnmühle ein Luftkurort. Währenddessen war der naheliegende Weinberg nahezu unbebaut.

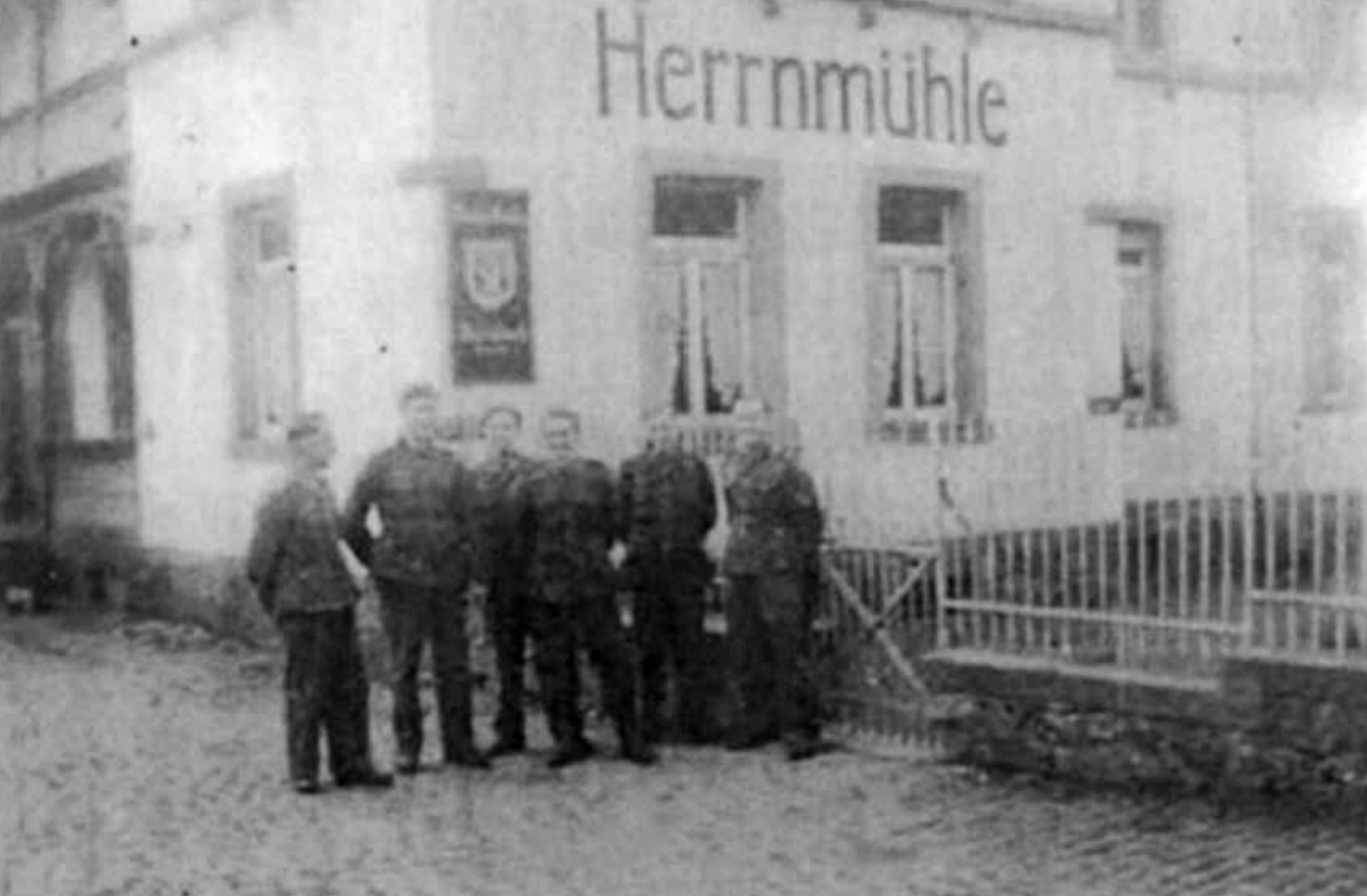
Die Herrnmühle im Zweiten Weltkrieg

Nach dem Ersten Weltkrieg wurde der Bau der in der Nähe der Herrnmühle verlaufenden Verteidigungslinie Wetterau-Main-Tauber-Stellung beschlossen. Der Baustab Mitte hatte zunächst seinen Dienstsitz in Gießen und wurde später in die Herrnmühle verlegt. In unmittelbarer Nähe der Herrnmühle wurden Holzpfähle in den Boden gerammt und ein Panzergraben ausgehoben.
Im Zweiten Weltkrieg diente die Herrnmühle als Lazarett. Die Gebäude wurden beim Angriff schwer beschädigt und später neu errichtet. Dabei entstanden die auch heute noch bestehenden Gebäude, in denen sich wieder eine Gaststätte befindet.